# 11번 염색체
11번 염색체(十一番染色體, 영어: chromosome 11)는 사람의 23쌍의 염색체 중 하나이다. 사람은 일반적으로 이 염색체를 2개 가지고 있다. 11번 염색체는 약 1억 3,500만 개의 염기쌍(DNA의 구성 요소)으로 구성되어 있으며, 세포 내 전체 DNA의 4.0~4.5%를 차지한다. 짧은 팔은(p 팔)dms 11p라고 하며, 긴 팔(q 팔)dms 11q라고 한다. 메가베이스 당 약 21.5개의 유전자를 갖고 있는 11번 염색체는 사람의 유전체에서 가장 유전자가 풍부하고, 질병 관련 인자가 가장 많은 염색체 중 하나이다.
사람 유전체의 856개의 후각 수용체 유전자 중 40% 이상은 염색체를 따라 28개의 단일 유전자 및 다중 유전자 클러스터에 위치해 있다.

## 같이 보기
- 10번 염색체
- 12번 염색체